# Icius yadongensis
Icius yadongensis là một loài nhện trong họ Salticidae.
Loài này thuộc chi Icius. Icius yadongensis được Hsen Hsu Hu miêu tả năm 2001.